# Futbol'nyj Klub Serp i Molot Moskva
Il Futbol'nyj Klub Serp i Molot Moskva (in russo Футбольный клуб «Серп и Молот» Москва, cioè Società calcistica "Falce e Martello" Mosca?), nota in passato anche come Metallurg Mosca è una squadra di calcio russa che ha sede a Mosca.

## Storia
Il club venne fondato nel 1923 col nome di AKS. Dal 1925 fino al 1935 partecipò ai campionati locali col nome di RkimA.
Con la nascita del campionato sovietico di calcio assunse l'attuale denominazione e fu collocato in Gruppa B, seconda serie del campionato. Boris Arkad'ev, già giocatore del club nel decennio precedente, diviene l'allenatore della squadra in seconda divisione. Dopo un quinto posto nel campionato primaverile, vinse il torneo invernale, conquistando l'accesso al Gruppa A, massima serie del campionato russo. Cambiò subito nome in Metallurg: con tale denominazione disputò quattro campionati in massima serie, ottenendo come migliore posizione un terzo posto nel 1938; il tredicesimo posto nel 1940 lo condannò alla retrocessione. Nella stagione 1941 la squadra fu accorpata alle moscovite Lokomotiv, Torpedo e Kryl'ja Sovetov per dar vita a due squadre: la ProfSojuzy-1 e la ProfSojuzy-2: per altro il campionato non fu concluso e dopo la fine della seconda guerra mondiale l'unione fu sciolta.
Dopo la fine della seconda guerra mondiale, con la riforma dei campionati al termine del 1949 la squadra perse anche la seconda serie, prendendo parte alle categorie regionali. Nel 1963, con la rinascita della terza serie nazionale la squadra riprese l'attuale denominazione e partecipò alla Klass B, fino al 1969. In questo periodo il suo migliore piazzamento è stato un decimo posto nel 1967.
In seguito non ha più raggiunto i livelli del passato e anche con il dissolvimento dell'Unione Sovietica non ha più preso parte ai campionati nazionali.

## Palmarès

### Competizioni nazionali
- Pervaja Liga: 2

1936 (autunno), 1948 (Girone zona centrale)

### Altri piazzamenti
- Campionato sovietico:

Terzo posto: 1938

## Statistiche e record

### Partecipazione ai campionati

#### Unione Sovietica
| Livello | Categoria      | Partecipazioni | Debutto            | Ultima stagione  | Totale |
| ------- | -------------- | -------------- | ------------------ | ---------------- | ------ |
| 1º      | Gruppa A       | 4              | 1937               | 1940             | 4      |
| 2º      | Gruppa B       | 2              | Primavera del 1936 | Autunno del 1936 | 4      |
| 2º      | Vtoraja Gruppa | 2              | 1948               | 1949             | 4      |
| 3º      | Klass B        | 7              | 1963               | 1969             | 7      |